# Ryō Aono
Pour les articles homonymes, voir Aono.
Ryō Aono (青野 令, Aono Ryō), né le 15 mai 1990 à Matsuyama, est un snowboardeur japonais. Considéré comme l'un des meilleurs snowboardeurs dans la discipline du half-pipe dans les anénes 2000 et 2010, il a notamment remporté le titre mondial en 2009 et le petit globe de cristal du half-pipe en 2007 et 2009 en Coupe du monde, y comptant quinze podiums dont dix victoires. Par ailleurs, il a pris part aux X-Games Winter avec une médaille d'argent en 2008 et une médaille de bronze en SuperPipe en 2012.

## Palmarès

### Jeux olympiques d'hiver
| Épreuve / Édition | Half-Pipe |
| JO 2010 Vancouver | 9e        |
| JO 2014 Sotchi    | 37e       |

### Championnats du monde
| Épreuve / Édition       | Half-Pipe            |
| Mondiaux 2007 Arosa     | 65e                  |
| Mondiaux 2009 Gangwon   | Médaille d'or, monde |
| Mondiaux 2011 La Molina | 8e                   |
| Mondiaux 2013 Stoneham  | 5e                   |

### Coupe du monde
- 4 gros globe de cristal :
  - Vainqueur du classement freestyle en 2016.
- 3 petits globe de cristal :
  - Vainqueur du classement half-pipe en 2007, 2009 et 2016.
- 18 podiums : 12 victoires et 6 deuxièmes places.

#### Détail des victoires
| Épreuve / Édition | Half-pipe          |
| 2006-07           | Furano Calgary X 2 |
| 2007-08           | Cardrona Sungwoo   |
| 2008-09           | Gujo               |
| 2010-11           | Stoneham Calgary   |
| 2012-13           | Cardrona           |
| 2013-14           | Stoneham           |